# 牙屯堡站
牙屯堡站是位于湖南通道侗族自治县牙屯堡镇的一个铁路车站，邮政编码418503。车站建于1979年，有焦柳铁路经过该站，现办理客运货运业务。车站距离月山站1381公里，隶属南宁局集团，是四等站。
位于焦柳铁路线上最长隧道——彭莫山隧道北侧。由于本站至八斗站区间线路坡度大，八头往本站区间货运列车需加挂列尾补机。